# Чабанівка (Ужгородський район)
Чабані́вка — село в Середнянській селищній громаді Ужгородського району Закарпатської області на річці Стара.

## Назва
Колишня назва — с. Бачава.

## Історія
Поселення засноване в долині річки Стара. Воно виникло близько другої половини XV — першої половини XVI ст. на землях, що належали Середнянському замку.
Перша письмова згадка про село датована 1567 роком. У ній Чабанівка згадується під назвою «Bachwa» (ще відома — «Bachua»). Тоді село було оподатковане від 5-порт (земельних наділів), якими володіли шість селянських господарств. У 1599 році в Чабанівці обліковувалось 17 селянських і одне шолтейське господарство.
Наприкінці XVI ст. Чабанівка (Бачава) належала до Середнянського домену родини Добо. В період XVII — на початку XVIII ст. село спорожніло. Лише в другій половині XVIII ст. було заселене новими руськими поселенцями.

## Політика

### Парламентські вибори, 2019
На позачергових парламентських виборах 2019 року у селі функціонувала окрема виборча дільниця № 210559, розташована у приміщенні клубу.
Результати
- зареєстровано 338 виборців, явка 63,31%, найбільше голосів віддано за «Слугу народу» — 44,81%, за «Європейську Солідарність» — 8,49%, за «Опозиційну платформу — За життя» — 6,13%.[1] В одномандатному окрузі найбільше голосів отримав Андрій Андріїв (самовисування) — 47,39%, за Роберта Горвата (самовисування) — 23,22%, за Олександра Пекаря (Слуга народу) — 15,64%[2].

## Населення

### Мова
Розподіл населення за рідною мовою за даними перепису 2001 року:
| Мова       | Кількість | Відсоток |
| ---------- | --------- | -------- |
| українська | 437       | 98.87 %  |
| російська  | 5         | 1.13 %   |
| Усього     | 442       | 100 %    |

## Релігія
храм святого архистратига Михайла. 1881.

## Туристичні місця
- храм святого архистратига Михайла. 1881.
- долина річки Стара

## Пам'ятки
- Пам'ятник односельчанам-добровольцям Радянської Армії;